# Tezoquipa
Tezoquipa är en ort i Mexiko.   Den ligger i kommunen Atitalaquia och delstaten Hidalgo, i den sydöstra delen av landet, 70 km norr om huvudstaden Mexico City. Tezoquipa ligger 2 123 meter över havet och antalet invånare är 3 098.
Terrängen runt Tezoquipa är platt åt nordväst, men åt sydost är den kuperad. Runt Tezoquipa är det tätbefolkat, med 683 invånare per kvadratkilometer. Närmaste större samhälle är Tlaxcoapan, 4,2 km norr om Tezoquipa. Omgivningarna runt Tezoquipa är en mosaik av jordbruksmark och naturlig växtlighet.